# Joe Hill Louis
Joe Hill Louis (1921-1957), de son vrai nom Lester Hill, est un guitariste, chanteur de blues et de rhythm and blues américain, né à Raines, dans le Tennessee et décédé à Memphis.

## Carrière
Lester Hill gagne son surnom de Joe Louis à 14 ans dans un combat qu'il gagne contre un autre garçon. En 1949, il commence à enregistrer et devient une figure de la scène musicale de Memphis. Ses enregistrements sont parfois publiés sous des pseudonymes tels que « Sunny Boy Chicago » ou « Les Vendor ».
Il meurt prématurément en 1957 du tétanos.

## Discographie

### Singles
- Western Union Man, sous le nom de Chicago Sunny Boy (Meteor 5004)
- Tiger Man
- We All Gotta Go Sometime

### Compilations
- Boogie In the Park CD, Ace Records UK